# Menelik II.
Menelik II. (Geez: ምኒልክ) kršten kao Sale Marjam (Angolela, Debre Berhan, Šoa, 17. kolovoza 1844. – Adis Abeba 12. prosinca 1913.), bio je kralj Šoe (1866. – 1889.), a potom car (neguša negasta) Abesinije od 1889. do svoje smrti 1913.
Na vrhuncu svoje vladavine 1898. uspio je teritorijalno uvećati Etiopiju, osigurati joj međunarodno priznanje i preoblikovati je u modernu državu po uzoru na tadašnje europske države.
Nakon pobjede nad Talijanima kod Adve 1896., postao je slavan u svjetskim razmjerima.

## Životopis

### Mladost
Sale Marjam je rođen u Angoleli, pored Debre Berhana u Regiji Šoa kao sin vladara Haile Melekota od Šoe i princeze (voizero) Ijigajehu. 
Nešto prije svoje smrti 1855., otac ga je odredio za svog nasljednika. No ubrzo nakon smrti oca Haile Melekota, Šou je zauzeo car Tevodros II. i zatočio Sale Marjama u svoju planinsku utvrdu Magdalu. Nije postupao loše s njim, čak mu je ponudio ruku svoje kćeri Altaš Tevodros što je mladi Sale prihvatio i oženio je 1864. Ali zatočeništvo mu nije odgovaralo te je pobjegao u Šou noći 1. srpnja 1865. Po povratku u Šou skinuo je s vlasti Bezabeha, kojeg je u međuvremenu postavio car Tevodros II. i proglasio se negušom s vladarskim imenom Menelik, aludirajući time da je direktni potomak legendarnog etiopskog vladara Lebna Dengela. Menelik se libio sukoba sa svojim direktnim takmacem u borbi za etipsko carsko prijestolje Kasajem Merčom. Čak je nakon njegove sjajne pobjede nad Egipćanima u Bitci kod Gura (7-9 ožujka 1876.) postao njegov pristaša i priznao mu vrhovništvo. On je pak nakon što je postao car Ivan IV. zauzvrat priznao Meneliku njegovo nasljedno pravo na titulu kralja od Šoe, te čak ga je osobno krunio.
Dvije obitelji su svoje savezništvo potkrijepile i ženidbom, Menelik je dao svoju kćer Zauditu (kasnija carica Zaudita I.) za ženu sina Ivana IV. - Araja Ivana Selasija.

### Uspon na carski tron
No kad je 10. ožujka 1889., car Ivan IV. je ubijen u ratu protiv sudanskih derviša za vrijeme Bitke kod Galabata, odmah se proglasio neguša negasta (carem) Etipije 25. ožujka 1889., ne obazirući se na to što je car za svog nasljednika izabrao svog sina Ivana Mengeša.
Menelek je tvrdio da mu carska titula pripada po tome što je on direktni slijednik Salomonske dinastije po muškoj liniji, dok je car Ivan IV. (i njegovi nasljednici) slijednik po ženskoj liniji. Na kraju tih brorbi za carski tron pobijedio je Menelik, koji je na svoju stranu pridobio većinu etiopskog plemstva. On je i formalno okrunjen za cara od Abune Šoe Matevosa u crkvi sv. Marije na brdu Entoto 3. studenog 1889.
Menelik je isprva imao simpatije za Talijane, čak se i koristio njihovom pomoći da zagospodari pokrajinama Tigraj i Amhara. Tako da je svega dva mjeseca nakon svog ustoličenja, na nagovor talijanskog veleposlanika grofa Pietra Antonellija, potpisao je 2. svibnja 1889. Sporazum o prijateljstvu s Kraljevinom Italijom u gradiću Učjale. 
Sporazum je priznavao Menelikov suverenitet nad Etiopijom, a Kraljevini Italiji dao mogućnost osnutka kolonije u Eritreji, zapravo nad obalnim pojasom Crvenog mora.
Taj dio zemlje (Medri-Bahri ) Menelik i onako nije držao za sastavni dio tadašnje Abesinije. Talijani bi zauzvrat pružali Meneliku novčanu, vojnu i svaki drugi oblik pomoći. Talijani su naime po uzoru na Britance (Protektorat Aden) i Francuze (Džibuti) htjeli osigurati svoju nazočnost na tom tada izuzetno važnom 
plovnom putu iz Sueskog kanala za Daleki Istok.
Ali dvojezični Sporazum o prijateljstvu iz Učjale izgleda da nije bio isti na talijanskom i amharskom jeziku ( člankak 17. Sporazuma).  Prema talijanskom tekstu, Italija je dobila protektorat nad Etiopijom, i potpunu kontrolu nad svim unutrašnjim i vanjskim poslovima. Amharska inačica Sporazuma dozvoljavala je Meneliku da može 
imati odnose i s drugim državama. Menelik II. je pak jednostrano proglasio Sporazum o prijateljstvu nevažećim 1893. Na tu vijest je talijanska vlada riješila da vojnom intervencijom prisili Etiopiju na poštovanje Ugovora.
Velikom vojnom pobjedom u Bitci kod Adve prisilio je Kraljevinu Italiju na povlačenje iz Abesinije i potpisivanje Mirovnog ugovora u Adis Abebi u listopadu 1896.
Pobjeda nad Talijanima kod Adve donijela je Meneliku svjetsku slavu, nakon nje nastala je neka vrst nove religije o superiornosti Afrikanaca, kao neka protuteža politici kolonijalizma. Širena je u takozvanim "Etiopskim crkvama", od Somalije, Kenije pa sve do Jamajke (rastafarijanizam). Po njihovu vjerovanju Krist je bio crnac, a podlogu za svoja vjerovanja tražili su u etiopskoj svetoj knizi Kebra Nagast.

### Modernizacija zemlje
Menelik je utemeljio novi glavni grad Etiopije Adis Abebu, i počeo uvoditi elemente zapadne civilizacije u Etiopiju. Utemeljio je prvu modernu banku  - Banku Abesinije, uveo prvi moderni poštanski sustav (telefon, telegraf), uveo struju i vodovod u Adis Abebu, prva motorna vozila. Uspostavio je odlične odnose s Carskom Rusijom, koja je postala njegov najvažniji politički oslonac u njegovu nastojanju da ujedini Etiopiju, dotad rastrzanu raznim interesima. Od 1893. do 1913. Rus Nikolaj Leontijev bio je njegov osobni savjetnik. Menelik II. bio je podozriv prema Britaniji, za koju je držao da radi sve na dezintegraciji Etiopije. No kad su združene britansko-egipatske snage ponovno preuzele kontrolu nad Sudanom 1898., odnosi su se popravili. Tako da je od 1889. Menelik slao svoju vojnike kao pomoć britanskim snagama u gušenju pobune somalijskog lidera -Sejida Muhameda Hasana Abdulaha.
Uspostavio je odlične odnose s Francuskom, s kojom je 1897. potpisao Sporazum o trgovini,  pod vrlo povoljnim uvjetima. Nešto ranije 1894. potpisao je koncesijski ugovor za gradnju željezničke pruge Adis Abeba - Džibuti 1894. Ali kad je 1902. saznao da time Francuska stječe potpunu kontrolu nad trasom pruge i na teritoriju Etiopije, obustavio je daljnju gradnju pruge od Dire Dawe u unutrašnjost pune četiri godine. Odobrio je nastavak radova tek 1906., kad su Francuska, Velika Britanija i Italija, da se kontrola nad prugom da joint venture korporaciji.  
Već ozbiljno bolestan u svibnju 1909., određuje za nasljednika svog unuka Lij Jasua. Menelik II. umro je nakon upale pluća 1913. Nasljedio ga je njegov nećak Jasu V., koji je vladao vrlo kratko od 1913. do 1916., potom je vladala carica Zauditu (1916. – 1930.).

## Zanimlivost
Mirko Seljan je u službi cara Menelika II. bio guverner južnih provincija Etiopije. Gdje je zajedno s bratom Stjepanom proveo tri godine utvrđujući granicu između Etiopije i Kenije.

## Pogledajte i ovo
- Prvi talijansko-abesinski rat
- Kebra Nagast